# 卡尔·齐格勒
卡尔·齐格勒（Karl Waldemar Ziegler，1898年11月26日—1973年8月11日），德国化学家。在聚合反应催化剂研究方面有很大贡献，并因此与意大利化学家居里奥·纳塔共同获得1963年诺贝尔化学奖。

## 早年
齐格勒出生于德国卡塞尔附近的海尔萨，父亲是一位路德派牧师，他是家中的次子。读小学时，一本物理教材激发了他对科学的兴趣，使他开始广泛阅读科技书籍。他父亲还把他介绍给一些有名的科学家，比如研究白喉疫苗的埃米尔·阿道夫·冯·贝林。高中最后一年，他获得了最优秀学生奖。他进入马尔堡大学就读，由于出色的科学知识，他跳过了最初的两个学期。但1918年时，他被征召入伍，参加一战，暂时中断了学业。1920年，齐格勒在卡爾·馮·奧沃斯教授指导下获得博士学位 。

## 科学成就
1923年，齐格勒取得讲师资格，曾在马尔堡大学和法兰克福大学短期执教。1926年起他任海德堡大学教授。随后十年一直在海德堡大学执教和研究有机化学。1936–1945他担任哈雷-维滕贝格大学教授并任化学所所长，同时任芝加哥大学访问教授。战后齐格勒积极参加了德國化学會的建立工作，并担任了五年主席工作，并于1954-1957年间担任德国石油科学与煤化学学会主席。

### 稳定自由基的研究

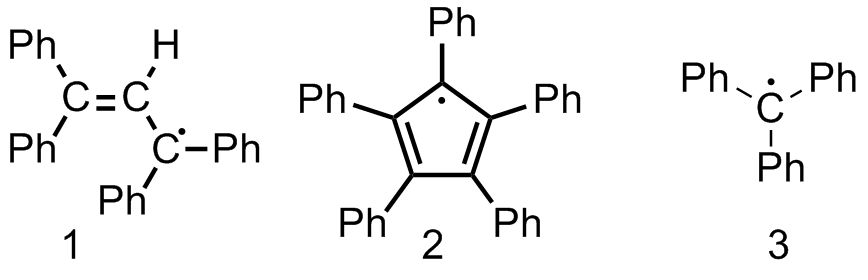
Example of three tri-valent carbon free radicals. 1. 1,2,4,5-tetraphenylallyl. 2. pentaphenylcyclopentadienyl. 3. triphenylmethyl.

卡尔·齐格勒攻读博士学位时发表的第一篇重要文章就是如何从甲醇合成加酸显色的盐类，早期的研究已经证实加酸显色的盐类其中的叔碳自由基（R3C·）中的取代基团R必须是芳香基团。齐格勒试图合成类似的三级稳定自由基，1923年他成功合成了1,2,4,5-四苯烯丙基自由基，1925年合成了五苯环戊二烯自由基，这两种化学物质都比一般的叔碳自由基（如摩西·冈伯格首先发现的三苯甲基自由基）要稳定。他对于叔碳自由基稳定性的兴趣让他发表了大量的阐述位阻与电子效应和乙烷衍生物离解关系的文章。

### 杂环化合物研究
齐格勒使用氨基锂和氨基钠等强碱，完成了端基为氰基的长链烃类化合物的环化反应，反应中最初形成的环状化合物可以转化成所需的多环酮。用齐格勒的方法制取的大环脂肪酮，产量可达到60%-80%。这一方法的典型应用是生产由拉沃斯拉夫·鲁日奇卡首先阐明结构的麝香酮。齐格勒的合成方法中的一个重要步骤是在高度稀释的溶液中进行反应，这样可以增加分子内环化的几率，减少分子间互相的反应，这被称为鲁格利-齐格勒稀释原理。1933年他出版了这方面的专著，1935年因对叔碳自由基的研究和杂环化合物合成而获得李比希獎章。

### 烃基锂与活性聚合
1930年齐格勒以金属锂和卤代烃为反应物，合成了有机锂试剂。有机锂试剂在反应中容易形成碳负离子，可以进攻有取代基团的碳碳双键，因此成为有机化学家重要的合成工具。20年后，这一发现也帮助齐格勒发现了新的聚合反应技术。1927年齐格勒发现将烯烃分子加入苯异丙基钾的乙醚溶液中时，颜色立刻从红色变为黄色。他实际上观察到的是有机碱金属化合物进攻烯烃的碳碳双键产生自由基的过程。进一步的工作发现，可以通过不断加入丁二烯分子到溶液中来得到链长越来越长的聚丁二烯，其末端的阴离子可以保持活性，不易终止，这被称为“活性聚合”。

### 齐格勒催化剂与聚乙烯

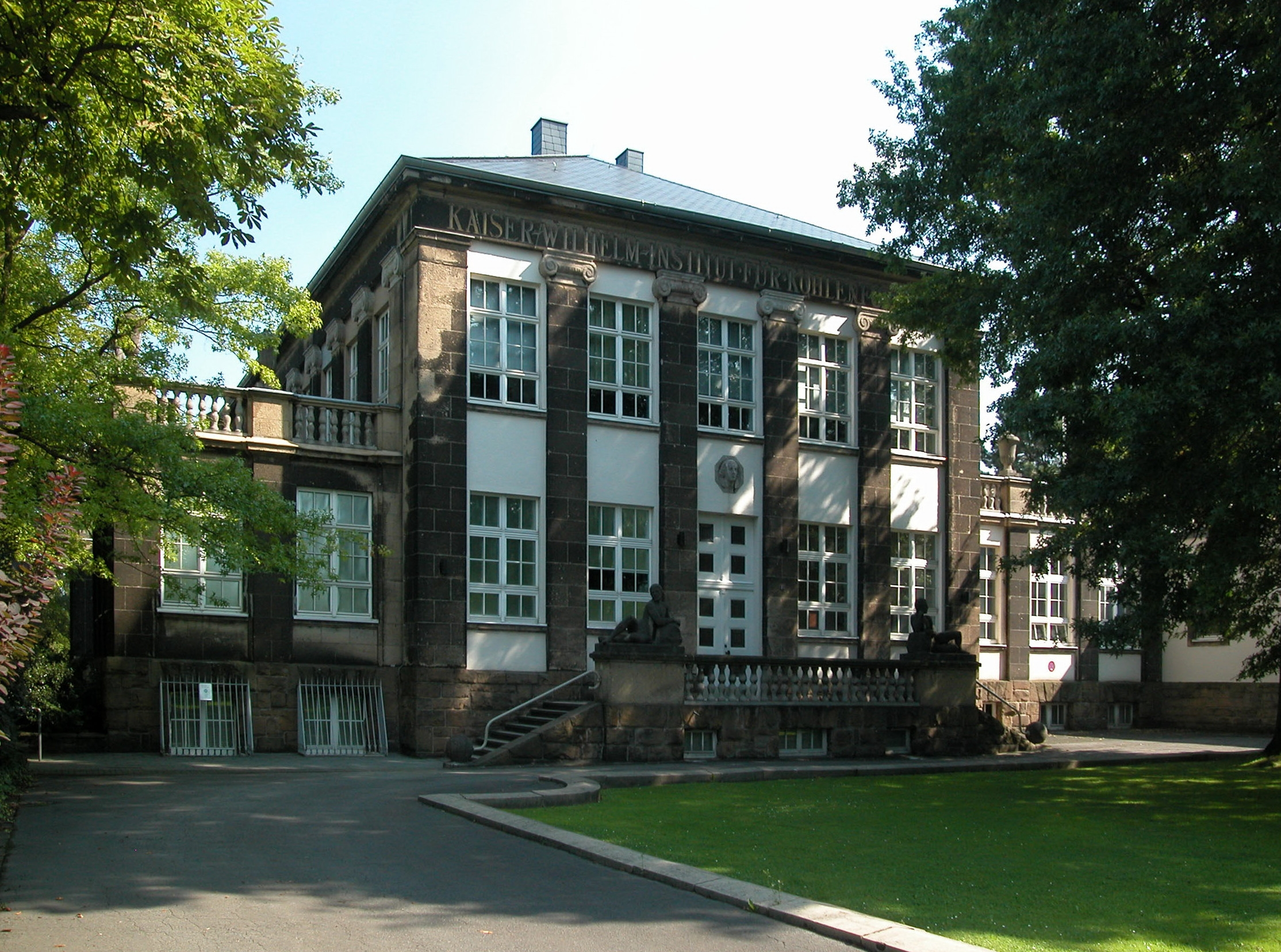
马克·普朗克煤炭研究所

1943-1969年齐格勒担任位于鲁尔区米尔海姆的馬克斯·普朗克煤研究所所长，从事有机金属化合物在催化剂上的应用。此时乙烯已经可以作为煤气的副产品大量供应。由于成本低廉且和煤炭关系密切，齐格勒开始进行有关乙烯的实验，以从乙烯合成高分子量聚乙烯为目标。他使用烷基铝作为引发剂，却发现链终止的速率要大于链增长的速率，这使得产品总是乙烯的二聚物，1-丁烯。齐格勒最终发现是烷基铝中含有的镍盐提高了链终止的速率，他希望找到另一种金属的盐可以降低链终止速率。齐格勒和他的学生Breil发现了钛盐不会提高链终止速率，而会大大提高链增长速率。他将乙烯在常温常压下通过三氯化钛和烷基铝的混合物，得到了高分子量的聚乙烯。1952年齐格勒将专利卖给了意大利的Montecatini公司，当时居里奥·纳塔正在该公司作咨询工作。纳塔称这一类催化剂为“齐格勒催化剂”并且对它的催化能力和未来在聚丙烯等等规聚合上的前景十分有兴趣。

## 个人生活
1922年，齐格勒和玛丽亚·库尔兹结婚，他们有两个子女，厄尔哈特和玛丽安娜 。他的女儿玛丽安娜·齐格勒成为了医学博士，儿子厄尔哈特·齐格勒成为了物理学家和专利员。齐格勒和他的妻子是艺术的爱好者，特别喜欢绘画。他们夫妇喜欢在生日和节日时互赠绘画。他们收藏的绘画被收入基金会，建立了缪尔海姆齐格勒艺术博物馆。除了在科学上有诸多成就外，他也有多项专利。通过和马克·普朗克研究所的专利协议，齐格勒成为了很富裕的人。他用自己的财产创立了有四千万马克的齐格勒基金会来支持科学研究。